# Еврейский музей (Салоники)
Еврейский музей в Салониках (греч. Εβραϊκό Μουσείο Θεσσαλονίκης), также встречается назвв. Музей еврейского присутствия в Салониках — музей в Салониках, Греция, открытый в 2001 году, посвященный истории еврейской общины города Салоники.

## История здания
Еврейский музей в Салониках находится в неоклассическом здании, построенном в 1904 году на пересечении улицы Венизелоса и Святого Миноса, 3, в сердце торгового центра города. Здание пережило пожар 1917 года и с тех пор вмещало Банк Аттики и офис франкоязычной еврейской газеты "L` Independant ".
Музей торжественно открыт 13 мая 2001 года при участии Евангелоса Венизелоса, тогдашнего министра культуры Греции.

## Экспозиция

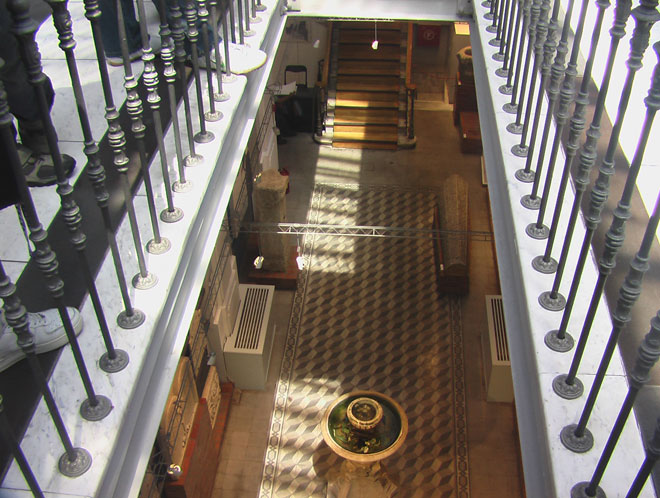
Один из залов музея

В музее представлены экспонаты религиозного и церемониального характера, многочисленные этнографические материалы (посуда, костюмы и т. д.) и исторические документы (газеты, фотографии и печатные издания).
Специализированная библиотека, радио- , кино- и архив телевидения, коллекции сефардской популярные песни и отзывы тех, кто выжил после Холокоста. Кроме того, здесь представлены другие архивные материалы, касающиеся монументальных зданий, синагог, населенных пунктов еврейской общины.